# Иглулик (остров)
Иглулик (англ. Igloolik, инуктитут ᐃᒡᓗᓕᒃ) — небольшой остров, расположенный в заливе Фокс в регионе Кикиктани североканадской территории Нунавут. Входит в Канадский Арктический архипелаг. В связи с тем, что находится в непосредственной близости от полуострова Мелвилл, зачастую остров считают его частью.
На острове в настоящее время расположено лишь одно поселение — эскимосская деревня Иглулик.

## История
Слово «Иглулик» (инуктитут: «здесь сейчас расположен дом») происходит от слова «иглу», что в переводе с инуктитута значит «дом», «здание», при этом подразумевает собой традиционное для древних эскимосов жилище, своего рода землянку — кармак. Инуиты и их предки заселили остров около 2000 года до нашей эры. Девять археологических объектов Иглулика, датированные вплоть до 1000-х годов нашей эры, в 1978 году были признаны Национальным историческим памятником Канады.
В начале 1800-х годов остров служил местом зимовки для экипажа корабля британского исследователя Вильяма Эдварда Парри, искавшего Северо-Западный морской проход из Атлантического океана в Тихий.